# The Shins
The Shins ist eine US-amerikanische Rockband aus Portland, Oregon, die 1996 von James Mercer in Albuquerque, New Mexico, gegründet wurde. Sie gilt als wichtiger Vertreter des so genannten Indie-Pops. Der Frontmann und alleinige Songwriter Mercer ist das einzige konstante Mitglied der Band.

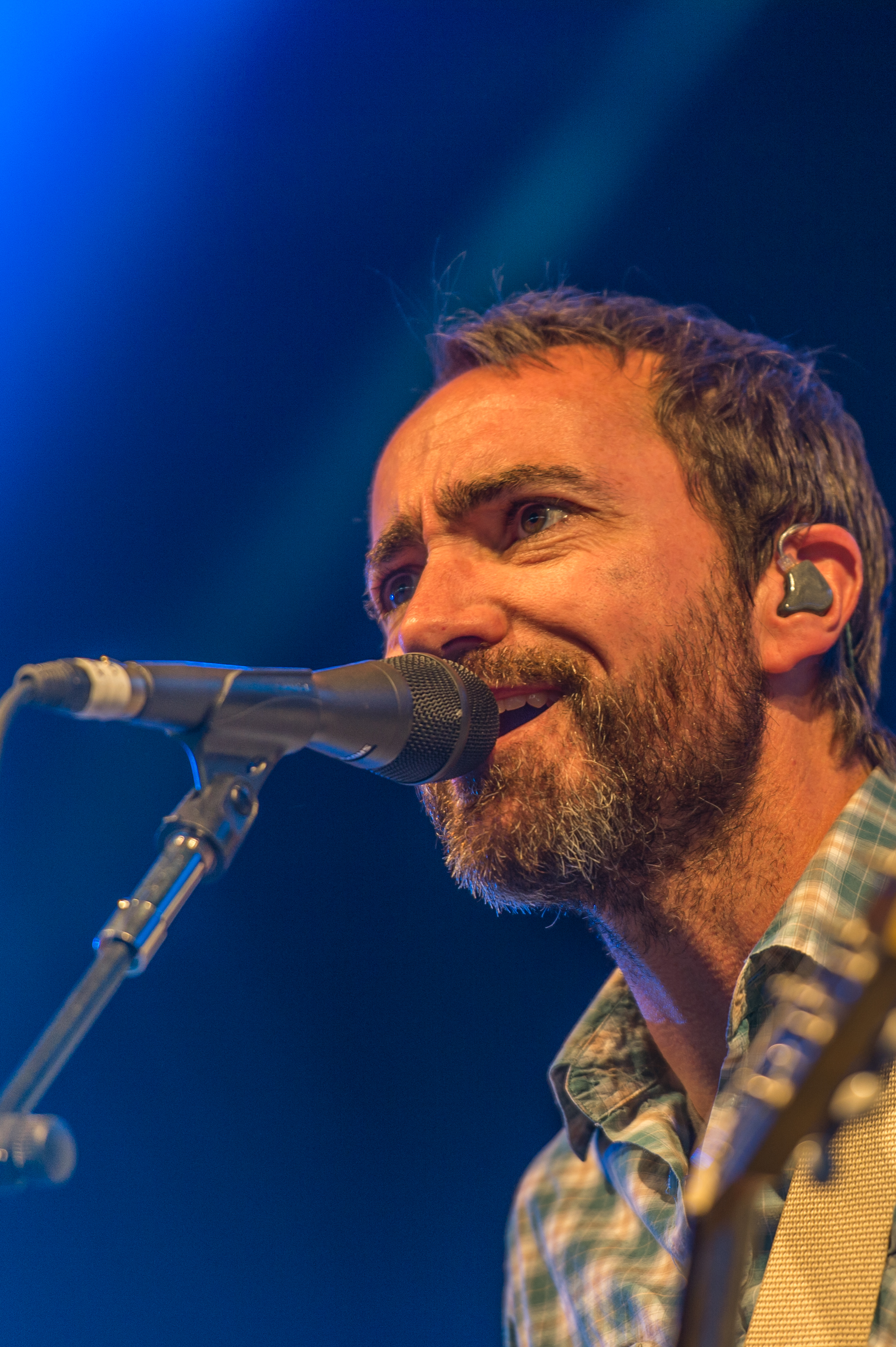
James Mercer (2012)

## Bandgeschichte
Das Debüt-Album der im deutschsprachigen Raum eher unbekannten Band hat den Titel When You Land Here, It’s Time To Return. James Mercer, Jesse Sandoval, Marty Crandall und der später durch Dave Hernandez ersetzte Neal Langford nahmen die Platte noch als Flake Music bei Omnibus Records auf. Die Veröffentlichung fand jedoch auch in ihrem Heimatland kaum Beachtung. Die Band wurde erst erfolgreicher, als sie Instrumente und Namen, nicht aber ihren Stil änderten.
Im November 2000 unterschrieben The Shins einen Plattenvertrag bei Sub Pop. Im gleichen Jahr erschien ihr „zweites Debüt“ Oh, Inverted World, das durch immense Verkaufszahlen Band und Plattenfirma überraschte. Das dritte Album heißt Chutes Too Narrow und erschien 2003.
Das wohl bekannteste Lied der Band ist New Slang. Es erlangte auch in Deutschland einen gewissen Bekanntheitsgrad, den es sowohl der Serie Scrubs – Die Anfänger als auch dem Film Garden State zu verdanken hat. In Amerika wurde es außerdem in einem Werbespot des Fast-Food-Restaurants McDonald’s eingebunden. Außerdem hatte die Band einen Liveauftritt in der auch in Deutschland bekannten TV-Serie Gilmore Girls, in der sie in einem Club in Florida während des Spring Break das Lied So Says I präsentieren.
Am 23. Januar 2007 erschien ihr Album Wincing the Night Away in den USA, drei Tage später auch in Deutschland. Es folgte eine Tournee durch die USA und Europa, die die Band Anfang April 2007 auch für zwei Konzerte nach Deutschland führte, welche in Köln und Berlin mit der amerikanischen Indie-Rock-Band Viva Voce als Support stattfanden.
Nach der zwischenzeitlichen Zusammenarbeit von Mercer mit DJ Danger Mouse unter dem Projektnamen Broken Bells, reaktivierte er die Shins mit neuer Besetzung. Das fünfte – von Greg Kurstin produzierte – Album Port of Morrow erschien im März 2012 bei Columbia Records.
Am 10. März 2017 erschien ihr Album Heartworms. Der ehemalige Keyboarder Richard Swift starb am 3. Juli 2018 im Alter von 41 Jahren in Tacoma, Washington.

## Kritik
Richard Kämmerlings schrieb 2007 in der Frankfurter Allgemeinen Zeitung: „Wenn einmal im Rückblick von unserem merkwürdig stillosen Jahrzehnt lediglich fünf, sechs Rockbands im kollektiven Gedächtnis übrig bleiben werden, dann dürften die „Shins“ dazugehören. […] Schlicht eine epochale Band.“
Johanna Merhof schrieb in der Tageszeitung Die Welt: „Songs zum Versinken. […] Gelassenes Achselzucken, solange es diese Lieder gibt. In denen man so versinken kann, dass sie zu einem goldenen Ganzen werden. Zu einem warmen Mantel, den man sich überstreift gegen die Kälte der Welt. Eine schönere Umarmung als das Lied ‚A Comet Appears‘ ist schwer vorstellbar.“

## Diskografie

### Alben
| Jahr | Titel                  | Höchstplatzierung, Gesamtwochen, AuszeichnungChartplatzierungen (Jahr, Titel, Platzierungen, Wochen, Auszeichnungen, Anmerkungen) | Höchstplatzierung, Gesamtwochen, AuszeichnungChartplatzierungen (Jahr, Titel, Platzierungen, Wochen, Auszeichnungen, Anmerkungen) | Höchstplatzierung, Gesamtwochen, AuszeichnungChartplatzierungen (Jahr, Titel, Platzierungen, Wochen, Auszeichnungen, Anmerkungen) | Höchstplatzierung, Gesamtwochen, AuszeichnungChartplatzierungen (Jahr, Titel, Platzierungen, Wochen, Auszeichnungen, Anmerkungen) | Höchstplatzierung, Gesamtwochen, AuszeichnungChartplatzierungen (Jahr, Titel, Platzierungen, Wochen, Auszeichnungen, Anmerkungen) | Anmerkungen                                                       |
| Jahr | Titel                  | DE | AT | CH | UK | US | Anmerkungen                                                       |
| ---- | ---------------------- | --- | --- | --- | --- | --- | ----------------------------------------------------------------- |
| 2001 | Oh, Inverted World     | — | — | — | — | US168 Platin · (1 Wo.)US | Erstveröffentlichung: 19. Juni 2001 Charteinstieg in US erst 2021 |
| 2003 | Chutes Too Narrow      | — | — | — | UK82 (1 Wo.)UK | US86 Gold · (6 Wo.)US | Erstveröffentlichung: 21. Oktober 2003                            |
| 2007 | Wincing the Night Away | DE44 (2 Wo.)DE | — | — | UK16 Silber · (5 Wo.)UK | US2 Platin · (25 Wo.)US | Erstveröffentlichung: 22. Januar 2007                             |
| 2012 | Port of Morrow         | DE33 (1 Wo.)DE | AT35 (1 Wo.)AT | CH33 (1 Wo.)CH | UK11 (3 Wo.)UK | US3 (15 Wo.)US | Erstveröffentlichung: 19. März 2012                               |
| 2017 | Heartworms             | DE61 (1 Wo.)DE | AT52 (1 Wo.)AT | CH44 (1 Wo.)CH | UK19 (1 Wo.)UK | US20 (2 Wo.)US | Erstveröffentlichung: 10. März 2017                               |

Weitere Alben
- 1997: When You Land Here, It’s Time To Return (als Flake Music)
- 1999: Nature Bears a Vacuum (EP)
- 2007: Live Session (EP)
- 2012: Port of Morrow Acoustic (EP)
- 2013: Live at Third Man Records

### Singles
| Jahr | Titel Album                          | Höchstplatzierung, Gesamtwochen, AuszeichnungChartplatzierungen (Jahr, Titel, Album, Platzierungen, Wochen, Auszeichnungen, Anmerkungen) | Höchstplatzierung, Gesamtwochen, AuszeichnungChartplatzierungen (Jahr, Titel, Album, Platzierungen, Wochen, Auszeichnungen, Anmerkungen) | Anmerkungen                             |
| Jahr | Titel Album                          | UK | US | Anmerkungen                             |
| ---- | ------------------------------------ | --- | --- | --------------------------------------- |
| 2003 | So Says I Chutes Too Narrow          | UK73 (1 Wo.)UK | — | Erstveröffentlichung: 21. Juli 2003     |
| 2004 | Fighting in a Sack Chutes Too Narrow | UK94 (1 Wo.)UK | — | Erstveröffentlichung: 14. Dezember 2004 |
| 2006 | Phantom Limb Wincing the Night Away  | UK42 (1 Wo.)UK | US86 Gold · (1 Wo.)US | Erstveröffentlichung: 14. November 2006 |
| 2007 | Australia Wincing the Night Away     | UK62 (1 Wo.)UK | US— GoldUS | Erstveröffentlichung: 9. April 2007     |

Weitere Singles
- 2000: When I Goose-Step
- 2001: New Slang (UK: Silber, US: ×2Doppelplatin )
- 2001: Caring Is Creepy (US: Gold)
- 2002: Know Your Onion!
- 2007: Turn on Me
- 2007: Sea Legs
- 2012: Simple Song
- 2012: It’s Only Life
- 2012: No Way Down
- 2016: Dead Alive
- 2017: Name for You